# Runenstein von Malsta

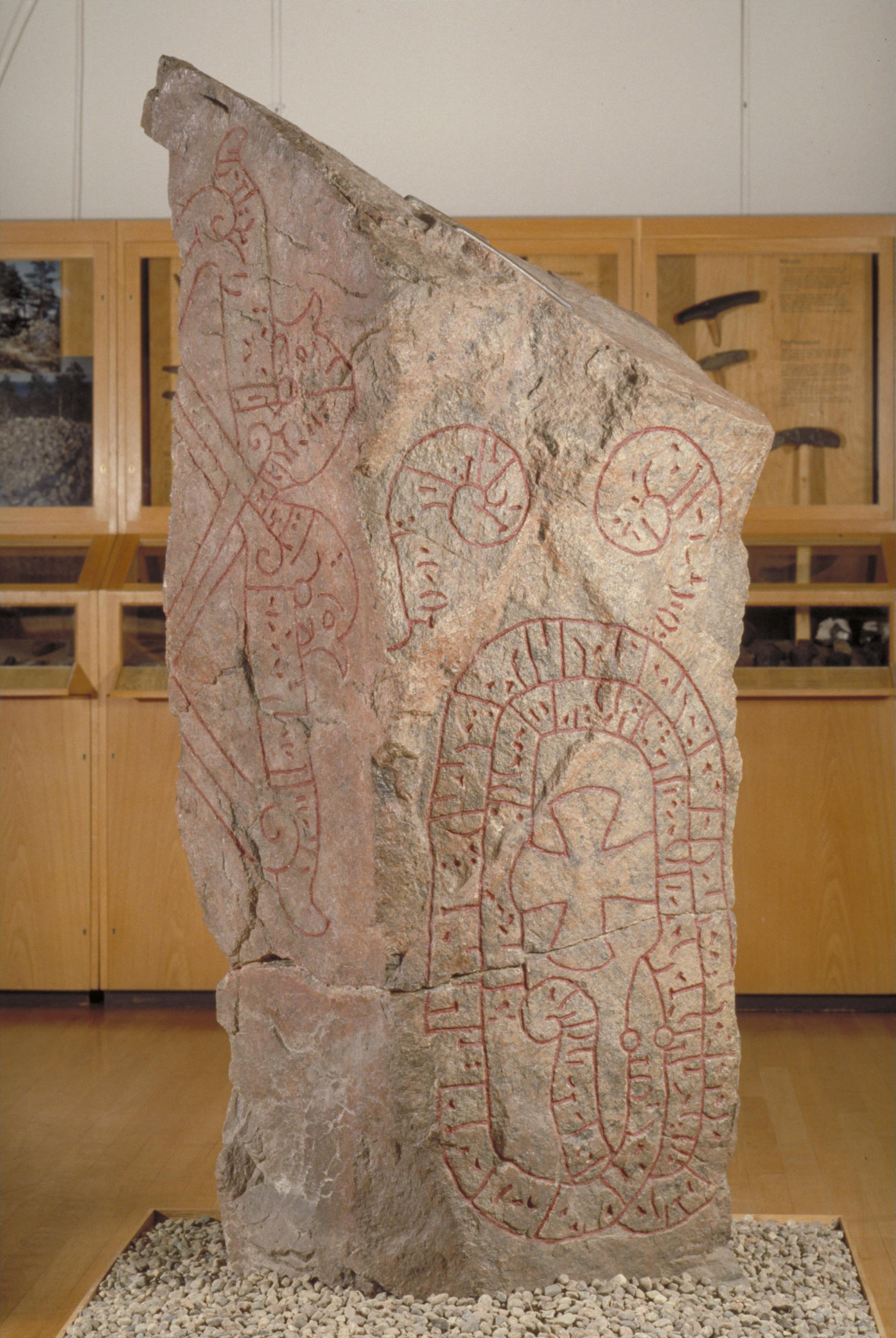
Malstastenen – Hs 14

Hälsingerunen

Der Runenstein von Malsta (schwedisch Malstastenen Nr. Hs 14) aus dem 11. Jahrhundert trägt eine der längsten Inschriften in Schweden. Der mit so genannten „Stablosen oder Hälsinge-Runen“, geschriebene genealogische Text auf dem Runenstein erinnert an ähnliche Texte im Alten Testament. Der Schlangenbandstein trägt ein Kreuz. Eine Kopie des Runensteins steht etwa acht Kilometer nördlich von Hudiksvall in Hälsingland am Ende der Ortschaft Malsta, in Richtung Via, östlich der Straße. Das Original befindet sich im Museum in Hudiksvall.
Die Inschrift bezieht sich hauptsächlich auf Rike-Gylve und lautet auf der Breitseite:
Frömund errichtete diesen Stein für Rike-Gylve, Bräses Sohn. Aber Bräse war Lines Sohn und Line war Öns Sohn; Ön war Ovags (= Ofegs) Sohn, und Ovag war Tures Sohn.
Groa war Rike-Gylves Mutter; aber sie gebar Lavvi (= Ladvi) und (sie) Gudrun.
Frömund, Rike-Gylves Sohn, ritzte diese Runen. Wir (Frömund und seine Brüder) suchten diesen Stein (in der Umgebung), auf Balsten.
Auf der Schmalseite des Steines steht:
Gylve war Besitzer von drei Gehöften in diesem Ort und weiter nach Norden zu in Via, weiter nach Lönnänqer und schließlich nach Färaajö.
Rike-Gylve war demzufolge ein wohlhabender Mann und entstammte einer Priesterfamilie, was daraus hervorgeht, dass sein Sohn Frömund erklärt, die Runen geritzt zu haben, eine Kunst, die innerhalb dieser Kreise vom Vater auf den Sohn weitergegeben wurde.